# Nycteridopsylla nipopo
Nycteridopsylla nipopo är en loppart som beskrevs av Sakaguti et Jameson 1959. Nycteridopsylla nipopo ingår i släktet Nycteridopsylla och familjen fladdermusloppor. Inga underarter finns listade i Catalogue of Life.